# Óriás anemóna
Az óriás anemóna (Heteractis magnifica) a virágállatok (Anthozoa) osztályának tengerirózsák (Actiniaria) rendjébe, ezen belül a Stichodactylidae családjába tartozó faj.

## Előfordulása
Az óriás anemóna a Vörös-tengerben, az Indiai-óceánban és a Csendes-óceán nyugati határán él. A korallzátonyok lakója. A Vörös-tengertől egészen Szamoáig sokfelé megtalálható.

## Megjelenése
Nagy termetű tengerirózsa-faj, átmérője természetes élőhelyén elérheti akár az egy métert is. A szájkorongját számos tapogatókar veszi körül. Ezek halálos mérgű csalánsejteket tartalmaznak, melynek segítségével ejti el a karjai közé tévedő gyanútlan áldozatot.

## Életmódja
Az óriás anemóna egyaránt táplálkozik gerincesekkel és gerinctelenekkel; köztük halakkal és rákokkal. Mindezek ellenére ez az anemóna szimbiózisban él, több bohóchallal (Amphiprion) is, köztük: fahéjszínű bohóchal (Amphiprion melanopus), Clark-bohóchal (Amphiprion clarkii), közönséges bohóchal (Amphiprion ocellaris), Amphiprion nigripes, narancs bohóchal (Amphiprion percula) és rózsa anemonahal (Amphiprion perideraion). A fiatal domino sügér (Dascyllus trimaculatus) korállszirtihalak is az óriás anemóna tapogatókarjai közé bújnak el. A vele együtt élő halak titka, hogy a mérge ellen ellenanyagot termelnek és a testfelszínükön egy kocsonyás védőréteg képeznek, melynek segítségével már bátran mozognak a más fajoknak halált okozó karok között. Ez az együttélés mindkét fajnak jó, hiszen így segítik egymást a zsákmányszerzésben.
A Doridicola cuspis nevű evezőlábú rák az óriás anemónán élősködik, míg a Notoxynus lokobensis evezőlábú rák szimbiózisban él vele; azonban még nem tudjuk, hogy a két állatfaj mit nyer egymástól.

## Tartása
Habár ennek az állatnak az akváriumban való tartása igen nehéz, azért akadnak akik mégis tartják. Erős fényre és kaotikus vízmozgásra van szüksége az akváriumi élethez. Ha jók a fogságban a körülmények, akkor az óriás anemóna hamar növekszik. Nem tűri el viszont a nitriteket és nitrátokat.

## Filmekben
Az óriás anemóna a „Némó nyomában” (Finding Nemo) című 2003-as amerikai számítógép-animációs filmben a főszereplők otthona.

## Galéria

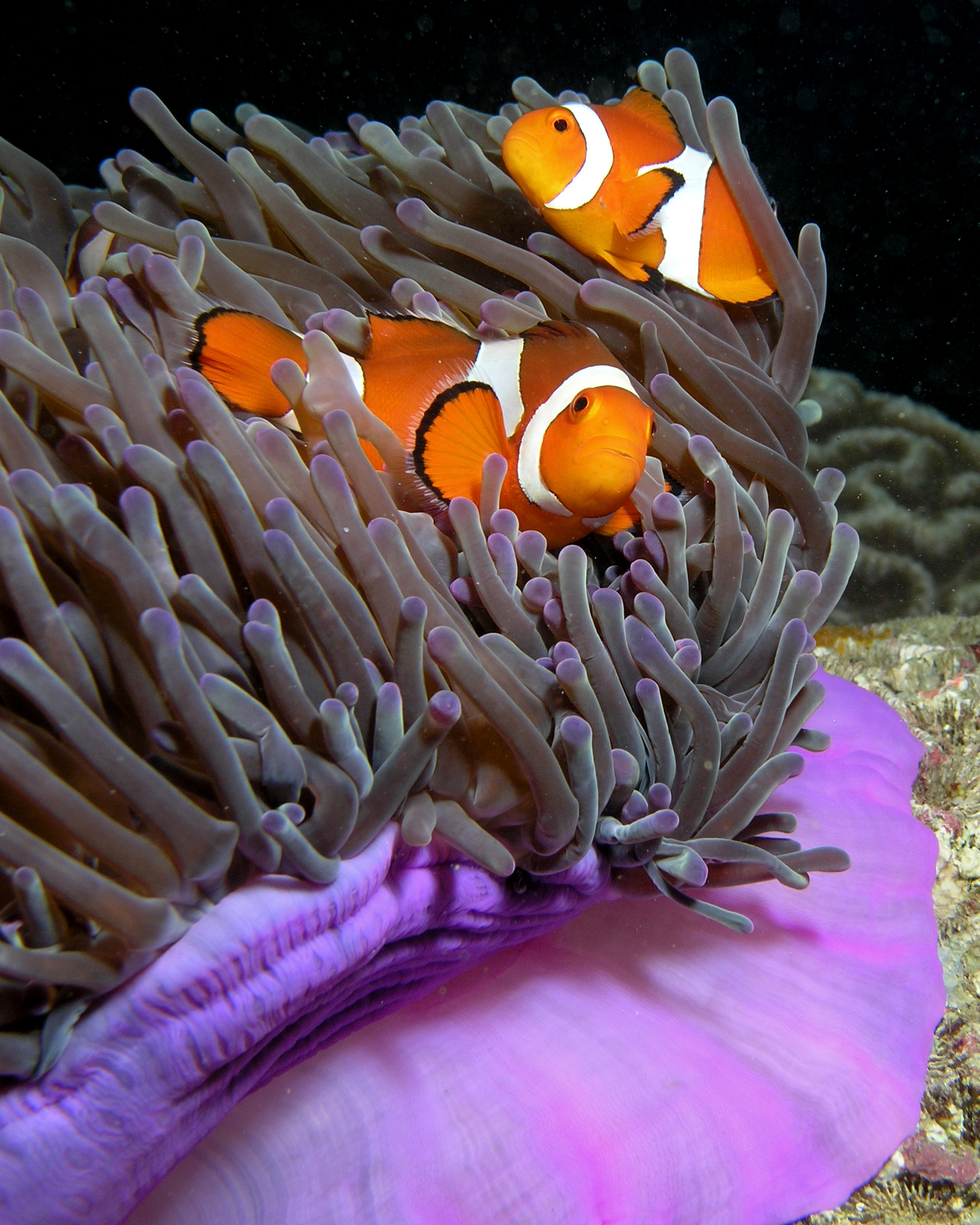
Közönséges bohóchalak (Amphiprion ocellaris) és egy óriás anemóna Kelet-Timorból
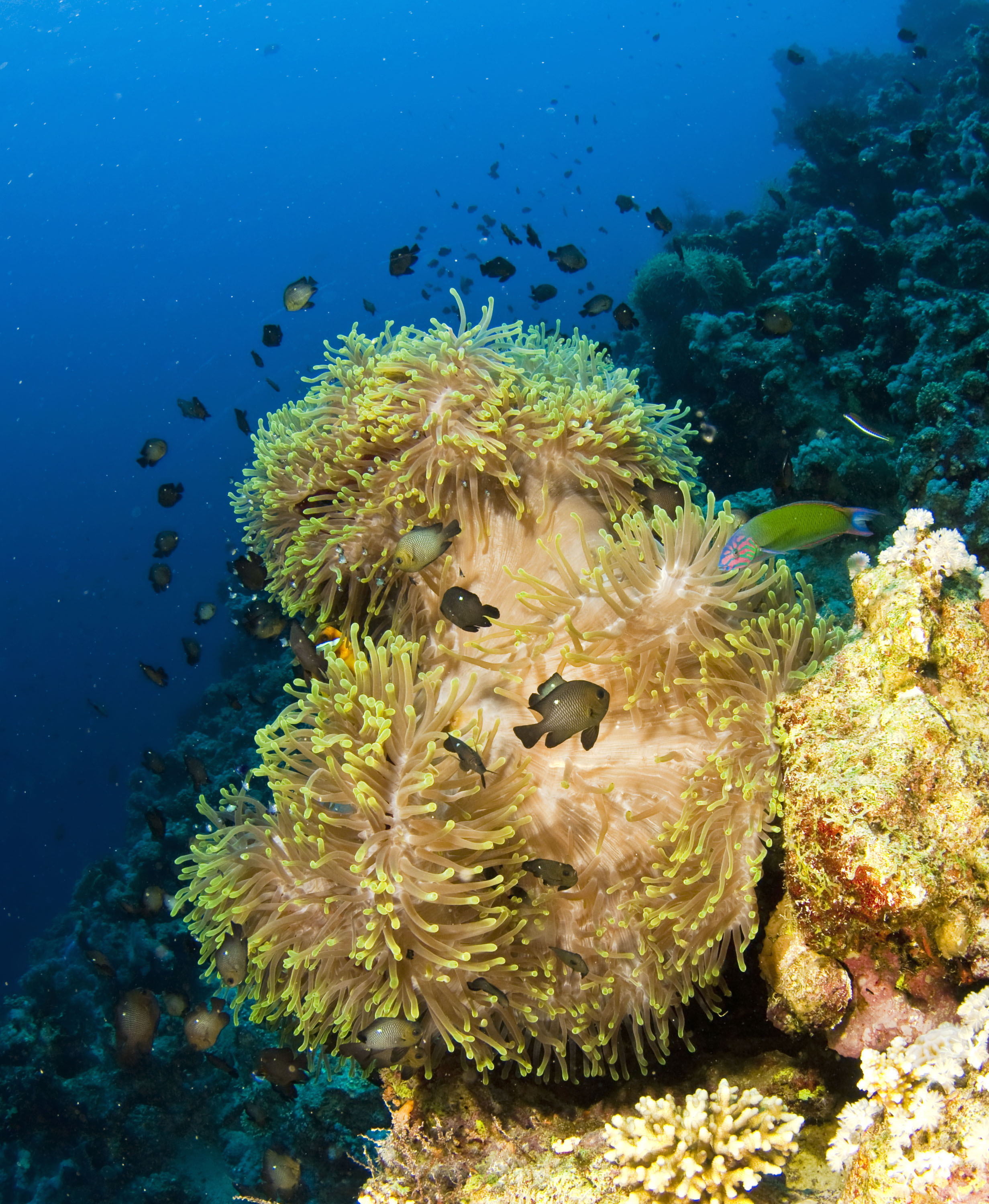
Heteractis magnifica és dominó sügér (Dascyllus trimaculatus) raj
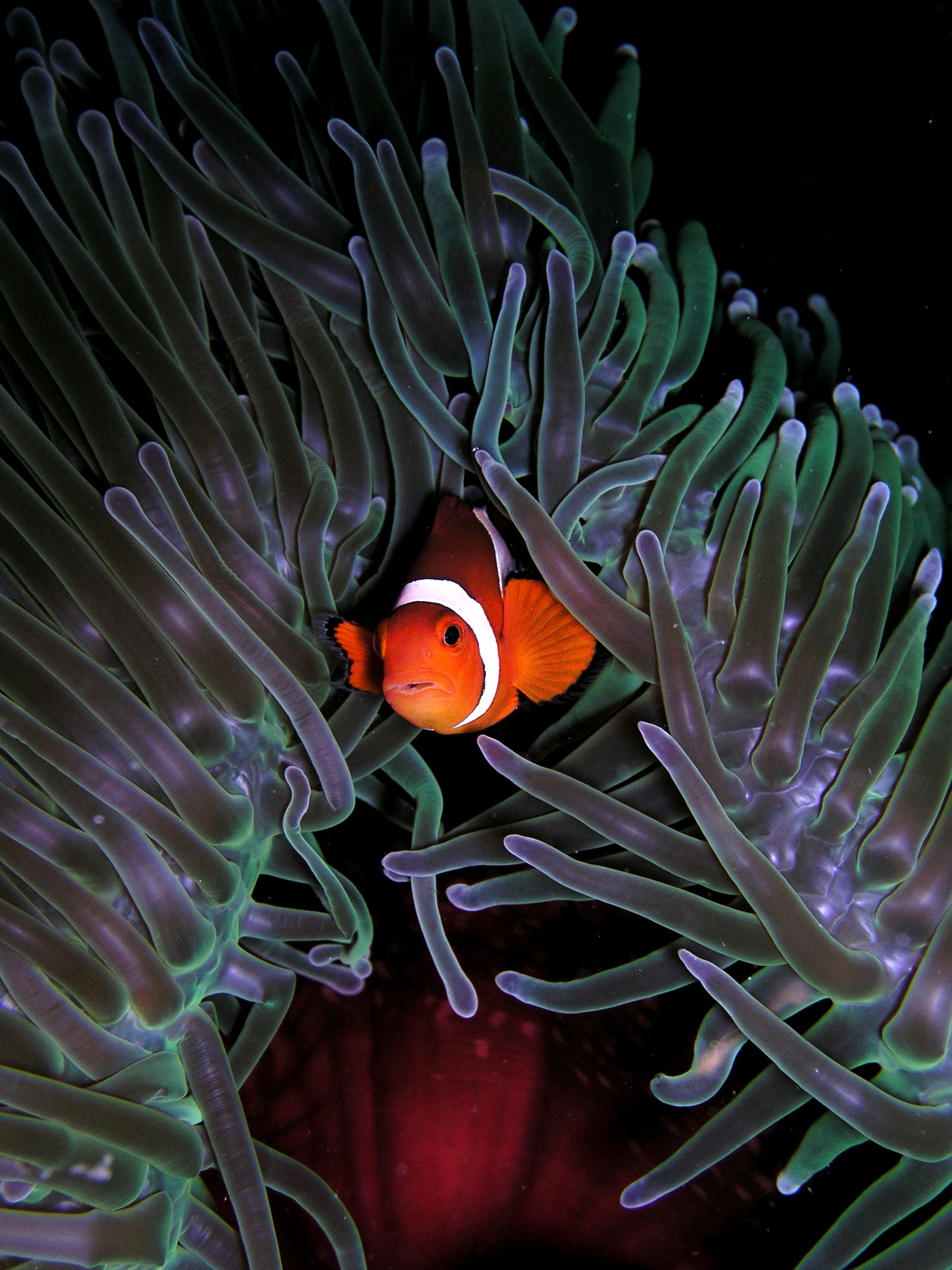
Szimbiózisban egy közönséges bohóchalal

### Fordítás
- Ez a szócikk részben vagy egészben  a   Heteractis magnifica című angol Wikipédia-szócikk ezen változatának fordításán alapul.  Az eredeti cikk szerkesztőit annak laptörténete sorolja fel. Ez a jelzés csupán a megfogalmazás eredetét és a szerzői jogokat jelzi, nem szolgál a cikkben szereplő információk forrásmegjelöléseként.